# Березина (приток на Неман)
Березина или Западна Березина (на беларуски: Бярэ́зіна, Заходняя Бярэзіна; на руски: Березина, Западная Березина) е река протичаща по територията на Минска и Гродненска област в Беларус, десен приток на Неман. Дължина 226 km. Площ на водосборния басейн около 4000 km².

## Течение, долина
Река Березина води началото си от Минското възвишение (част от обширното Беларуско възвишение), в северозападната част на Минска област на Беларус, на 305 m н.в., на 0,5 km северозападно от село Костюки. В горното си течение тече в западна посока, в района на село Лостоянци (Минска област) завива на юг, а след село Поташня (Гродненска област) – на югозапад. Влива се отдясно в река Неман, на 2 km северно от село Делятичи, Гродненска област, на 127,8 m н.в. По цялото си протежение долината на Березина е ясно изразена в релефа, като ширината ѝ в горното течение е от 0,5 до 3 km, а в долното 3 – 4 km. Заливната ѝ тераса е ниска, осушена, на места хълмиста, широка 200 – 500 m, а в отделни участъци от 300 m до 3 km. Коритото на Березина в горното течение е от 5 до 20 m, в средното и долното 20 – 35 m, а преди устието – до 50 m и силно меандрира

## Водосборен басейн, притоци
Вододелът на водосборния басейн на Березина е добре изразен на терена. На север граничи с бодосборния басейн на река Вилия (Нярис, десен приток на Неман), а на изток и югоизток – с водосборните басейни на реките Свислоч и Птич, от басейна на Днепър. Общата дължина на вододела е около 310 km. Горната и средната част на басейна се характеризира с нискохълмист релеф, а долната част представлява плоска заблатена равнина. Горите заемат около 30% от площта му, като най-силно залесена е долната му част.
Основните притоци на Березина са: леви – Ислоч (102 km), Волка (36 km); десни – Цветен (14 km), Кревлянка (20 km), Голшанка (60 km), Черница (20 km), Чапунка (38 km).

## Хидроложки показатели
Има смесено подхранване с преобладаване на снежното. Среден годишен отток в устието 30 m³/s. През пролетно-летния сезен преминава 42% от годишния отток, през лятно-есенния – 38%, през зимния – 20%. Пълноводието в горното и средното течение е в края на март, а в долното – в началото на април, като водното ниво се колебае от 1,4 до 3,4 m, максимално до 4,6 m. Заледява се през 2-рата половина на декември, а се размразява в средата на март. На река Березина през 1955 г. е изградена Саковщинската ВЕЦ с мощност 120 кВт, а след реконстрункцията ѝ през 2007 – 2008 г. – 225 кВт. Ежегодно се произвежда 990 хил. кВт/часа.